# Mejdel - Zakzouk - Wata Fares
Mejdel - Zakzouk - Wata Fares è un  comune (municipalité) del Libano situato nel distretto di Koura, governatorato del Nord Libano.